# Jin Pyol-hui
Jin Pyol-hui (* 19. August 1980 in Nordkorea) ist eine nordkoreanische Fußballspielerin (Stürmerin).
Jin Pyol-hui spielt für den Verein Wolmido in Pjöngjang. Jin die damals die Nummer 15 trug, nahm schon mit 18 Jahren an der Frauenfußball-Weltmeisterschaft 1999 in den USA teil und schoss gegen Dänemark eines von drei nordkoreanischen Toren. Trotz dieses Sieges schied Nordkorea in der ersten Runde der Weltmeisterschaft aus.
Bei den Asian Championships 2001 in Taiwan schoss Jin Pyol-hui drei Tore gegen China und verhalf so dem Nordkoreanischen Team zum ersten Titelgewinn, den sie auch 2003 in Thailand wiederholte.
Bei der Weltmeisterschaft 2003 wurde Nordkorea in die sogenannte „group of death“ mit Nigeria, den USA (Drittplatzierte) und Schweden (Vizeweltmeister) gelost. Obwohl Nordkorea das erste Spiel gegen Nigeria 3:0 gewann und Jin Pyol-hui zur Budlight Spielerin des Spiels gewählt wurde, wurden die Spiele gegen Schweden (0:1) und die USA (0:3) verloren. Deshalb schied Nordkorea schon frühzeitig aus.